# Télévision numérique terrestre
TNT (Télévision Numérique Terrestre) ist die Bezeichnung für das digital-terrestrische Fernsehen in Frankreich (DVB-T). 2004 von acht öffentlichen und privaten Fernsehanstalten ins Leben gerufen, ging es am 31. März 2005 in vielen Regionen Frankreichs an den Start und erreichte damals 35 % der Bevölkerung. Nach dem Ende des Netzausbaus erreicht TNT heute über 88 % der Bevölkerung und hatte Ende 2009 einen Marktanteil von 20 % gegenüber anderen Empfangsmethoden. Infolgedessen wurde die Abschaltung des analogen Antennenfernsehens zum 30. November 2011 beschlossen.
Das Angebot TNTs umfasst zurzeit 18 frei empfangbare Sender (darunter Frankreichs „große“ Sender TF1, France 2, France 3 und M6), zehn kostenpflichtige Bezahlfernsehsender und Regionalsender, je nach Region in unterschiedlicher Zahl.

## Entwicklung
Seit November 2008 strahlt Arte sein Programm auch im HDTV-Format über TNT aus.
Seit Mitte 2009 werden die 18 TNT-Sender sowie die vier HD-TNT-Sender zusätzlich über den Satelliten Atlantic Bird 3 (Eutelsat, 5° West) ausgestrahlt. Dies soll auch Bewohnern ohne TNT-Abdeckung über DVB-S ermöglichen, die kostenfreien Programme in digitaler Qualität zu empfangen. Das Satelliten-Programmpaket der TNT-Programme trägt den Namen Fransat. Die Programme werden codiert ausgestrahlt. Zum Empfang wird ein Pack Fransat benötigt, welches im Handel erhältlich ist. Es besteht aus einem digitalen Satreceiver mit 'VIACCESS'-Kartenmodul und der lebenslang gültigen, kostenlosen Fransat-Decoderkarte. Die Karte ist bisher ausschließlich im Rahmen des Packs erhältlich (Stand Oktober 2009).
Alternativ zu Fransat kann ein ähnliches Paket via Astra 19° Ost empfangen werden. Es benutzt den gleichen Decodertyp und Viaccess-Karte, aber unter dem Namen TNT SAT.
Dies ist a) für Standorte ohne Sicht auf Atlantic Bird 3 wichtig, und b) praktisch für deutsche Einwanderer in Frankreich, die mit dem TNTSAT-decoder mittels einer Zusatz-Kanalsuche auch die deutschsprachigen Free-TV-Kanäle empfangen können.
Die französische Rundfunkaufsichtsbehörde CSA hat im Februar 2013 die Empfehlung ausgesprochen die terrestrische Ausstrahlung ab 2020 auf DVB-T2 umzustellen. Dabei soll, so die Empfehlung, zunächst vom bisher eingesetzten MPEG-2 Codec auf MPEG-4/AVC (H.264) gewechselt werden und zu einem späteren Zeitpunkt auch der modernere H.265/HEVC-Codec eingesetzt werden.

## Sender

### Regionalprogramme
| LCN | Chaîne                              | Notes                              | Zone de diffusion                    | Multiplex | Format image |
| --- | ----------------------------------- | ---------------------------------- | ------------------------------------ | --------- | ------------ |
| 30  | Alsace20                            |                                    | StraßburgMülhausen                   | R1        | 16:9         |
| 30  | Angers Télé                         |                                    | Angers                               | R1        | 16:9         |
| 30  | BFM Paris                           |                                    | Paris / Île-de-France                | R1        | 16:9         |
| 30  | Télé Paese                          |                                    | BalagneKorsika                       | R1        | 16:9         |
| 30  | TLM                                 |                                    | Lyon                                 | R1        | 16:9         |
| 30  | TVPI                                |                                    | Bayonne                              | R1        | 16:9         |
| 30  | TV Sud Provence                     |                                    | Marseille                            | R1        | 16:9         |
| 30  | Wéo                                 |                                    | Nord-Pas-de-Calais                   | R1        | 16:9         |
| 31  | 8 Mont-Blanc                        |                                    | AnnecyChambéry                       | R1        | 16:9         |
| 31  | Azur TV                             |                                    | Nizza                                |           | 16:9         |
| 31  | BDM TVCinaps TVDemain IDFTélé Bocal | Canal en temps partagé             | Paris                                | L8        | 16:9 / 4:3   |
| 31  | Grand Lille TV                      |                                    | Lille                                | L8        | 16:9         |
| 31  | Tébéo                               |                                    | FinistèreCôtes-d'ArmorMorbihan       | R1        | 16:9         |
| 31  | Télénantes                          |                                    | Nantes                               | R1        | 16:9         |
| 31  | Télim TV                            |                                    | Limoges                              | R1        | 16:9         |
| 31  | TL7                                 |                                    | Saint-Étienne                        | R1        | 16:9         |
| 31  | TV Sud Montpellier                  | Décrochage local pour Montpellier. | Montpellier                          | R1        | 16:9         |
| 31  | DICI TV                             |                                    | Hautes-Alpes                         | R1        | 16:9         |
| 31  | Vosges Télévision                   |                                    | Épinal                               | R1        | 16:9         |
| 32  | Canal 32                            |                                    | Troyes                               | L8        | 16:9         |
| 32  | IDF1                                |                                    | Paris                                | L8        | 16:9         |
| 33  | France 24                           |                                    | Paris                                | L8        | 16:9         |
| 33  | La Chaîne Normande                  |                                    | Rouen                                |           | 16:9         |
| 33  | LM TV                               |                                    | Le Mans                              | R1        | 16:9         |
| 33  | Mirabelle TV                        |                                    | MetzForbachVerdunLongwySarrebourg    | R1        | 16:9         |
| 33  | TébéSud                             |                                    | LorientVannes                        |           | 16:9         |
| 33  | TLC                                 |                                    | CholetNantesLa Roche-sur-Yon         | L8        | 16:9         |
| 33  | TV7 Bordeaux                        |                                    | BordeauxArcachon                     | R1        | 16:9         |
| 33  | TV Sud Nîmes                        | Décrochage local pour Nîmes.       | Nîmes                                | R1        | 16:9         |
| 34  | MATÉLÉ                              |                                    | Saint-QuentinHirsonLaon              | R1        | 16:9         |
| 34  | Télé 102                            |                                    | Les Sables-d’Olonne                  |           | 4:3          |
| 34  | TV Vendée                           |                                    | VendéeLoire-AtlantiqueMaine-et-Loire | L8        | 16:9         |
| 35  | TVR                                 |                                    | Bretagne                             | R1        | 16:9         |
| 35  | Wéo Picardie                        |                                    | Picardie                             | R1        | 16:9         |
| 36  | Bip-tv                              |                                    | Issoudun                             | R1        | 16:9         |
| 37  | TV Tours Val de Loire               |                                    | ToursBlois                           | R1        | 16:9         |
| 38  | téléGrenoble Isère                  |                                    | Grenoble                             | R1        | 16:9         |